# Dziawgi
Dziawgi (biał. Дзяўгі, Dziauhi; ros. Дявги, Diawgi) – wieś na Białorusi, w obwodzie mińskim, w rejonie stołpeckim, w sielsowiecie Litwa.
Współcześnie w skład miejscowości wchodzi także dawna wieś Szalkiewicze (biał. Шальковічы, Szalkowiczy; ros. Шальковичи, Szalkowiczi).

## Historia
W XIX i w początkach XX w. położone były w Rosji, w guberni mińskiej, w powiecie mińskim, w gminie Rubieżewicze.
W dwudziestoleciu międzywojennym leżały w Polsce, w województwie nowogródzkim, w powiecie stołpeckim, w gminie Rubieżewicze. W 1921 Dziawgi liczyły 178 mieszkańców, zamieszkałych w 32 budynkach, wyłącznie Polaków. 168 mieszkańców było wyznania rzymskokatolickiego i 10 prawosławnego. Szalkiewicze liczyły zaś 53 mieszkańców, zamieszkałych w 8 budynkach, wyłącznie Polaków. 51 mieszkańców było wyznania rzymskokatolickiego i 2 prawosławnego.
W czasie II wojny światowej 2 mieszkańców Dziawg dołączyło do Zgrupowania Stołpeckiego Armii Krajowej.
Po II wojnie światowej w granicach Związku Sowieckiego. Od 1991 w niepodległej Białorusi.

## Ludzie związani z miejscowością
- Donat Waraksa Danek (urodzony w 1917 w Dziawgach) – żołnierz 78 Pułku Piechoty Armii Krajowej, a następnie podziemia antykomunistycznego, zamordowany przez komunistów w 1947[4].
- Józef Łabuń Czajka (urodzony w 1923 w Dziawgach) – żołnierz Zgrupowania Stołpeckiego Armii Krajowej, powstaniec warszawski[5].